# Ruta 210 (Costa Rica)
La Ruta 210, oficialmente Ruta Nacional Secundaria 210, es una ruta nacional de Costa Rica ubicada en la provincia de San José.

## Descripción
En la provincia de San José, la ruta atraviesa el cantón de Desamparados (el distrito de San Antonio), el cantón de Curridabat (los distritos de Curridabat, Tirrases).